# Deo Gracia Ngokaba
Deo Gracia Ngokaba (17 de mayo de 1997) es un deportista congoleño que compite en judo. Ganó una medalla de bronce en los Juegos Panafricanos de 2015 en la categoría de +100 kg.

## Palmarés internacional
| Juegos Panafricanos | Juegos Panafricanos               | Juegos Panafricanos | Juegos Panafricanos |
| Año                 | Lugar                             | Medalla             | Categoría           |
| ------------------- | --------------------------------- | ------------------- | ------------------- |
| 2015                | Brazzaville (República del Congo) | Medalla de bronce   | +100 kg             |